# Дарбанд (Марказі)
Дарбанд (перс. دربند) — село в Ірані, у дегестані Баят, у бахші Новбаран, шагрестані Саве остану Марказі. За даними перепису 2006 року, його населення становило 259 осіб, що проживали у складі 82 сімей.

## Клімат
Середня річна температура становить 11,94 °C, середня максимальна – 31,36 °C, а середня мінімальна – -10,26 °C. Середня річна кількість опадів – 266 мм.
| Клімат поселення                              | Клімат поселення | Клімат поселення | Клімат поселення | Клімат поселення | Клімат поселення | Клімат поселення | Клімат поселення | Клімат поселення | Клімат поселення | Клімат поселення | Клімат поселення | Клімат поселення | Клімат поселення |
| Показник                                      | Січ.             | Лют.             | Бер.             | Квіт.            | Трав.            | Черв.            | Лип.             | Серп.            | Вер.             | Жовт.            | Лист.            | Груд.            |                  |
| Середній максимум, °C                         | 6,06             | 7,74             | 12,95            | 19,05            | 23,91            | 29,88            | 31,36            | 30,97            | 26,27            | 19,97            | 13,20            | 7,28             |                  |
| Середня температура, °C                       | −2,09            | −0,42            | 4,80             | 10,88            | 15,74            | 21,71            | 25,28            | 24,90            | 20,22            | 13,91            | 7,14             | 1,22             |                  |
| Середній мінімум, °C                          | −10,26           | −8,58            | −3,37            | 2,73             | 7,59             | 13,56            | 19,22            | 18,84            | 14,14            | 7,84             | 1,06             | −4,85            |                  |
| Норма опадів, мм                              | 36               | 36               | 48               | 38               | 30               | 4                | 1                | 1                | 0                | 12               | 23               | 37               |                  |
| Середньомісячна швидкість вітру, м/с          | 1.90             | 2.54             | 3.22             | 3.26             | 2.74             | 2.60             | 2.79             | 2.57             | 2.33             | 2.22             | 1.84             | 1.81             |                  |
| Середньомісячна сонячна радіація, кДж/м²·день | 8710             | 11532            | 14221            | 17888            | 22005            | 26455            | 25746            | 23651            | 20184            | 14640            | 10579            | 8486             |                  |
| --------------------------------------------- | ---------------- | ---------------- | ---------------- | ---------------- | ---------------- | ---------------- | ---------------- | ---------------- | ---------------- | ---------------- | ---------------- | ---------------- | ---------------- |
| Джерело:                                      |                  |                  |                  |                  |                  |                  |                  |                  |                  |                  |                  |                  |                  |